# Будапештське газопровідне кільце
Будапештське газопровідне кільце – сукупність газопроводів по периметру угорської столиці, яка  формувалась з 1971 по 2007 роки. 
У 1964-му до Вечешу на південно-східній околиці Будапешту вивели газопровід від родовищ на сході країни (Гайдусобосло – Сольнок – Будапешт). В 1971-му до того ж Вечешу подали ресурс з півдня Угорщини по газопроводу від Сегеду, при цьому тоді ж проклали ділянку довжиною 29 км та діаметром 700 мм до Zsambok, яка стала першою складовою майбутнього газопровідного кільця навколо Будапешту. 
У 1979-му став до ладу відтинок довжиною 60 км та діаметром 800 мм, який пролягає північніше від столиці між Zsambok та Пілішверешвар. В 1982-му спорудили ділянку довжиною 34 км та діаметром 600 мм від Вечешу до Сазхаломбатти на південно-західній околиці столиці. А завершило створення кільця прокладання у 2007-му перемички від Пілішверешвар до Сазхаломбатти довжиною 55 км та діаметром 800 мм. Таким чином, навколо Будапешту виникла траса загальною довжиною 178 км.
Окрім згаданих вище газопроводів від Гайдусобосло та Сегеду, до кільця під’єднані трубопроводи:
- Берегдароц – Zsambok, по якому подається ресурс від українського кордону (1975);
- Дьєр – Пілішверешвар (1989), який з 1996-го забезпечує сполученні з інтерконектором Австрія – Угорщина;
- Вельке-Злієвце – Вечеш, який сполучає із газотранспортною системою Словаччини (2015);
- перемичка від Zsambok до Batonyterenye, що надає доступ до ряду районів на півночі Угорщини (1972).
Для подачі ресурсу споживачам в Будапешті від траси кільця прокладено цілий ряд трубопроводів, зокрема, введена в дію у 2000 році ділянка довжиною 26 км та діаметром 400 мм від Вечешу до нової ТЕС Цепель ІІ. Також можливо згадати про споруджену ще в 1966-му ділянку довжиною 33 км та діаметром 400 мм до центрального району Уйпешт (де з 1968-го на блакитне паливо перевели ТЕЦ Уйпешт).